# Olga Kotliarova
Olga Kotliarova (Ekaterimburgo, Rusia, 12 de abril de 1976) es una atleta rusa, especializada en la prueba de 4x400 m, en la que llegó a ser campeona mundial en 1999.

## Carrera deportiva
En el Mundial de Sevilla 1999 ganó la medalla de oro en el relevo de 4x400 metros, con un tiempo de 3:21.98 segundos, por delante de Estados Unidos y Alemania, siendo sus compañeras de equipo: Svetlana Goncharenko, Tatiana Chebikina y Natalya Nazarova.
Posteriormente, en el Campeonato Europeo de Atletismo de 2006 ganó la medalla de oro en los 800 metros, con un tiempo de 1:57.38 segundos, llegando a meta por delante de su compatriota Svetlana Klyuka y de la británica Rebecca Lyne (bronce).